# Ross Rebagliati
Ross Rebagliati (Winterthur (Vancouver), 14 juli 1971) is een voormalig Canadees snowboarder.

## Carrière
Rebagliati werd in 1998 de eerste olympisch kampioen scnowboarden. Bij de dopingcontrole na afloop werd Rebagliati positief getest op het gebruik van Cannabis. Op basis van zijn positieve test moest Rebagliati zijn medaille inleveren, maar Rebagliati kreeg twee jaar later zijn medaille terug omdat het Hof van Arbitrage voor Sport deze beslissing terug draaide.

## Resultaten

### Olympische Winterspelen
| Jaar | Plaats | Resultaten   |
| ---- | ------ | ------------ |
| 1998 | Nagano | Reuzenslalom |

### Wereldkampioenschappen
| Jaar | Plaats        | Resultaten                                            |
| ---- | ------------- | ----------------------------------------------------- |
| 1997 | San Candido   | 16e Slalom 31e Parallelslalom 9e Parallelreuzenslalom |
| 1999 | Berchtesgaden | 10e Reuzenslalom                                      |

### Wereldbeker
Eindklasseringen
| Seizoen   | Algm | GS    | SL  | PSL  |
| --------- | ---- | ----- | --- | ---- |
| 1996/1997 | –    | -     | –   | 106e |
| 1997/1998 | 89e  | 31ee  | –   | –    |
| 1998/1999 | 47e  | 12e   | –   | –    |
| 2000/2001 | 13e  | Brons | 29e | –    |